# Skarholmen
Ne doit pas être confondu avec Skärholmen ou Skarholmen (Øygarden).
Skarholmen est une île dans le landskap Sunnhordland du comté de Vestland. Elle appartient administrativement à Masfjorden.

## Géographie
Rocheuse et couverte d'une légère végétation, à fleur d'eau, elle s'étend sur environ 105 m de longueur pour une largeur approximative maximale de 76 m. 